# ЖНБЛ в сезоне 1997
Сезон ЖНБЛ 1997 — 17-й сезон женской национальной баскетбольной лиги, по окончании которого чемпионом, во второй раз, стала команда «Сидней Флэймз».
В регулярном чемпионате приняло участие девять команд, на одну меньше, чем в прошлом, ибо в межсезонье была ликвидирована команда «Хобарт Айлендерс». Регулярный чемпионат в этом сезоне начался 11 апреля, закончился 3 августа, MVP которого была признана форвард клуба «Аделаида Лайтнинг», Рэйчел Спорн. Тренер команды «Сидней Флэймз», Билл Томлинсон, был признан тренером года, Лорен Джексон из клуба «Австралийского института спорта» — новичком года. Официально сезон 1997 года закончился 30 августа, когда команда «Сидней Флэймз» переиграла в финальном матче команду «Аделаида Лайтнинг», со счётом 61:56, а MVP финала была признана свингмен «Флэймз» Триша Фэллон.

## Регулярный чемпионат
И = Игр, В = Выигрышей, П = Поражений, П% = Процент выигранных матчей
| Регулярный сезон |                               |    |    |    |       |
| #                | Команда                       | И  | В  | П  | П%    |
| 1                | Сидней Флэймз                 | 18 | 18 | 0  | 100,0 |
| 2                | Аделаида Лайтнинг             | 18 | 14 | 4  | 77,8  |
| 3                | Мельбурн Тайгерс              | 18 | 12 | 6  | 66,7  |
| 4                | Данденонг Рейнджерс           | 18 | 9  | 9  | 50,0  |
| 5                | Австралийский институт спорта | 16 | 5  | 11 | 31,3  |
| 6                | Канберра Кэпиталз             | 18 | 6  | 12 | 33,3  |
| 7                | Брисбен Блэйзерс              | 18 | 6  | 12 | 33,3  |
| 8                | Перт Брейкерс                 | 18 | 5  | 13 | 27,8  |
| 9                | Буллин Бумерс                 | 18 | 5  | 13 | 27,8  |

## Финалы
Перед началом полуфинальных матчей клубы, занявшие в турнирной таблице четвёртое и пятое места, разыграли в так называемом финале устранения последнюю путёвку в финальные игры сезона, в котором 8 августа команда «Австралийского института спорта» переиграла клуб «Данденонг Рейнджерс» со счётом 76:66.
| Полуфиналы      | Полуфиналы                    | Полуфиналы |  |          | Предварительный финал | Предварительный финал    | Предварительный финал    |                          |                           | Большой финал             | Большой финал             | Большой финал |
| --------------- | ----------------------------- | ---------- |  | -------- | --------------------- | ------------------------ | ------------------------ | ------------------------ | ------------------------- | ------------------------- | ------------------------- | ------------- |
|                 |                               |            |  |          |                       |                          |                          |                          |                           |                           |                           |               |
| 15 августа 1997 |                               |            |  |          |                       |                          |                          |                          |                           |                           |                           |               |
| 1               | Сидней Флэймз                 | 54         |  |          |                       |                          |                          |                          |                           |                           |                           |               |
| 2               | Аделаида Лайтнинг             | 58         |  |          |                       |                          |                          |                          |                           |                           |                           |               |
|                 |                               |            |  |          | 23 августа 1997       | 23 августа 1997          | 23 августа 1997          |                          | 30 августа 1997           | 30 августа 1997           |                           |               |
|                 |                               |            |  |          | 1                     | Сидней Флэймз            | 57                       |                          | 2                         | Аделаида Лайтнинг         | 56                        |               |
|                 |                               |            |  |          | 3                     | Мельбурн Тайгерс         | 54                       |                          |                           | 1                         | Сидней Флэймз             | 61            |
| 15 августа 1997 |                               |            |  |          |                       |                          |                          |                          |                           |                           |                           |               |
| 3               | Мельбурн Тайгерс              | 57         |  |          |                       |                          |                          |                          |                           |                           |                           |               |
| 5               | Австралийский институт спорта | 48         |  | Легенда: | Легенда:              | Посев победившей команды | Посев победившей команды | Посев победившей команды | Посев проигравшей команды | Посев проигравшей команды | Посев проигравшей команды |               |

## Лидеры сезона по средним показателям за игру
| Показатель                       | Игрок           | Команда           | Всего   | Игры | В среднем |
| -------------------------------- | --------------- | ----------------- | ------- | ---- | --------- |
| Очков в среднем за игру          | Рэйчел Спорн    | Аделаида Лайтнинг | 400     | 18   | 22,2      |
| Подборов в среднем за игру       | Рэйчел Спорн    | Аделаида Лайтнинг | 185     | 18   | 10,3      |
| Передач в среднем за игру        | Робин Мар       | Сидней Флэймз     | 83      | 17   | 4,9       |
| Перехватов в среднем за игру     | Талли Бевилаква | Перт Брейкерс     | 55      | 18   | 3,1       |
| Блок-шотов в среднем за игру     | Дженни Уиттл    | Брисбен Блэйзерс  | 52      | 18   | 2,9       |
| Процент точных бросков с игры    | Рэйчел Спорн    | Аделаида Лайтнинг | 176/316 | 18   | 55,7      |
| Процент точных 3-очковых бросков | Триша Фэллон    | Сидней Флэймз     | 19/43   | 18   | 44,2      |
| Процент точных штрафных бросков  | Эллисон Кук     | Мельбурн Тайгерс  | 82/91   | 18   | 90,1      |

## Награды по итогом сезона
- Самый ценный игрок женской НБЛ: Рэйчел Спорн, Аделаида Лайтнинг
- Самый ценный игрок финала женской НБЛ: Триша Фэллон, Сидней Флэймз
- Новичок года женской НБЛ: Лорен Джексон, Австралийский институт спорта
- Лучший оборонительный игрок женской НБЛ: Талли Бевилаква, Перт Брейкерс
- Лучший снайпер женской НБЛ: Рэйчел Спорн, Аделаида Лайтнинг
- Тренер года женской НБЛ: Билл Томлинсон, Сидней Флэймз

- Сборная всех звёзд женской НБЛ:
  - З Кристи Харроуэр (Мельбурн Тайгерс)
  - З Эллисон Кук (Мельбурн Тайгерс)
  - Ф Рэйчел Спорн (Аделаида Лайтнинг)
  - Ф Триша Фэллон (Сидней Флэймз)
  - Ц Дженни Уиттл (Брисбен Блэйзерс)